# جک داگلاس (بازیکن هاکی روی یخ)
جک داگلاس (انگلیسی: Jack Douglas; ۲۴ آوریل ۱۹۳۰ – ۱۲ ژانویهٔ ۲۰۰۳) بازیکن هاکی روی یخ اهل کانادا بود.